# Diccionaris Olímpics
Entre els anys 1991 i 1992, el Departament de Cultura de la Generalitat de Catalunya va publicar, en motiu dels Jocs Olímpics d'Estiu celebrats a Barcelona el 1992, la col·lecció «Diccionaris Olímpics». La col·lecció compta amb vint-i-nou diccionaris: un diccionari general que recull terminologia comuna en diferents àmbits esportius i un diccionari específic per a cadascun dels vint-i-vuit esports que formaven part del programa dels Jocs d'aquell any. Els diccionaris contenen, a més a més de les formes catalanes, els equivalents castellans, francesos i anglesos dels termes.
Per a l'elaboració d'aquesta col·lecció, va fer-se la primera recopilació sistemàtica de terminologia esportiva olímpica en català, que va dur a terme el Centre de Terminologia TERMCAT. El Departament de Cultura va acordar fer aquesta tasca amb el Comitè Organitzador Olímpic de Barcelona, i la Unió de Federacions Esportives Catalanes i la Secretaria General de l’Esport també van col·laborar-hi assessorant com a especialistes en la tasca terminològica.
Aquest recull de diccionaris és la base de les fonts terminològiques esportives amb què compta avui dia el TERMCAT, entre les quals poden destacar-se el Diccionari general de l'esport, el Diccionari de futbol o el Diccionari de rugbi.

## Llistat dels Diccionaris Olímpics
1. Diccionari general dels esports olímpics
2. Diccionari d'atletisme
3. Diccionari de bàdminton
4. Diccionari de basquetbol
5. Diccionari de beisbol
6. Diccionari de boxa
7. Diccionari de ciclisme
8. Diccionari d'esgrima
9. Diccionari de futbol
10. Diccionari de gimnàstica
11. Diccionari d'halterofília
12. Diccionari d'handbol
13. Diccionari d'hípica
14. Diccionari d'hoquei sobre herba
15. Diccionari de judo
16. Diccionari de lluita
17. Diccionari de natació
18. Diccionari de natació sincronitzada
19. Diccionari de pentatló modern
20. Diccionari de piragüisme
21. Diccionari de rem
22. Diccionari de salts
23. Diccionari de tennis
24. Diccionari de tennis de taula
25. Diccionari de tir amb arc
26. Diccionari de tir olímpic
27. Diccionari de vela
28. Diccionari de voleibol
29. Diccionari de waterpolo